# 松浦清
松浦清（日语：／ Matsura Kiyoshi，1760年3月7日—1841年8月15日），日本江戶時代中期至末期的大名、散文家、劍客，平戶藩第9代藩主。幼名英三郎，號静山，多以松浦靜山（日语：／ Matsura Seizan）呼之。
松浦清是松浦政信的長子，政信是第8代藩主松浦誠信的第三子。政信被誠信立為繼承人，但在1771年（明和8年）先於誠信去世。於是誠信將松浦清收為養嗣子，並於1774年（安永3年）謁見將軍德川家治。1775年（安永4年）祖父隱居，松浦清繼承家督之位。
松浦清繼任藩主的時候，平戶藩財政困窘，因此很有必要改革藩政。他寫下《財政法鑑》、《國用法典》，確定了財政再建和藩政改革的方針和態度。他致力於精減經費、簡化並提高行政組織的效率，制定農具、牛馬貸出制度，且不分身份任用人材。
1779年（安永8年），他設立藩校維新館，致力於培育人材。幕府懷疑「維新」隱喻倒幕，質問其是何意。松浦清聲稱「維新」一詞出自《詩經》「周雖舊邦，其命維新」一句。值得一提的是，這與一百多年後的明治維新中「維新」一詞的出處相同；然而，松浦清的正室之兄松平信明曾擔任過江戶幕府的老中首座，按照當時的社會形勢以及平戶藩的狀態，松浦清有倒幕意圖的可能性不大。
1806年（文化3年），他讓位給第三子松浦熙並隱居，此後致力於文學創作。著有《甲子夜話》、《常靜子劍談》等書。其中《甲子夜話》是江戶時代著名散文集，這本書是研究諸大名、旗本、平民生活風俗的重要史料。他興趣愛好廣泛，對蘭學也感興趣，收藏有戲作、黃表紙、地球儀等，這些今日都保存在松浦史料博物館。他似乎熱衷於收藏肉筆浮世繪，「婦女遊樂圖屏風」、勝川春章畫的「婦女風俗十二月圖」和「遊女與禿圖」、鳥文齋榮之畫的「朝顔美人圖」等優秀浮世繪作品都曾被他收藏。其中「婦女遊樂圖屏風」（俗稱松浦屏風）今日被列為日本國寶，「婦女風俗十二月圖」則被列為重要文化財。
此外，松浦清曾學習過多種武術，包括心形刀流劍術、日置流箭術、田宮流居合術、甲信流槍術、關口流柔術，對騎馬和槍械亦有研究。
1841年（天保12年）去世，享年82歲。他生有17子16女，其中第十一女中山愛子是明治天皇的外祖母。